# Air covering
Air covering je technologie spojování dvou nebo více filamentových přízí provířováním s pomocí stlačeného vzduchu.

## Funkce výrobního stroje
První patenty na stroje k výrobě vícekomponentních přízí provířováním (všeobecně označovaných zkratkou ACY) pocházejí ze začátku 21. století.
Napětí, resp. roztažení družených přízí je přesně nastavitelné a regulované.
Příze procházejí zvláštní tryskou, ve které se nechá nastavit intenzita províření a vzájemného propojení elementárních vláken jednotlivých komponent.
Hotová příze se pak navíjí (pod kontrolovaným napětím) na křížové cívky rychlostí až 1200 m/min.
Technologie air covering se používá především k pokrývání elastických filamentů (Lycra®, Spandex®, Dorlastan® aj.) ochrannou vlákennou vrstvou z odolných syntetických materiálů (PES, PP aj.). Air covering má být účinnější a levnější, než např. opřádání nebo ovíjení – technologie, které se používají ke stejným nebo podobným účelům.
V odborné literatuře se pro příze vyrobené stejnou technologií jako air covering používá také pojem stochasticky kombinované příze (stochastische Kombinationsgarne) (např. Gries,Loy).

## Rozsah výroby a použití příze
Údaje o vyráběném množství se nepublikují. Známé je jen např. že jeden velký turecký výrobce instaloval v roce 2000 kapacitu 7200 tun a čínský velkoobchod nabízí ročně 10 000 tun ACY-přízí
ACY příze se používají zejména na punčochové zboží, prádlo, sportovní oděvy, stretchové tkaniny, elastické prýmky.